# هيرنبرغ
هرنبرغ (بالألمانية: Herrenberg) هي Grosse Kreisstadt، مدينة وبلدة ألمانية تقع في ألمانيا في بوبلينغين. يقدر عدد سكانها بـ 31,394 نسمة .

## المدن التوأمة
مدن Tarare، فيدنزا وAmplepuis هي مدن توأمة لـهرنبرغ.

## أعلام
- دومينيك كرايغر
- سفين كراوس
- كيم كوليغ
- كارل لينك
- فيلهلم شيكارد